# Baloghoizetes pluritrichosus
Baloghoizetes pluritrichosus – gatunek roztoczy z podrzędu mechowców i rodziny Microzetidae. Jedyny z monotypowego rodzaju Baloghoizetes.
Gatunek i rodzaj zostały opisane w 2003 roku przez Sándora Mahunkę.
Mechowiec o ciele długości 335 μm i szerokości 238 μm. Ma bardzo szerokie, proste rostrum z dwoma różkowatymi guzkami po bokach i lekko wystającym, zaokrąglonym wierzchołkiem pośrodku. Duże lamelle sięgają w przód aż poza wierzchołek rostrum, ale nie nakrywają go od góry; łączy je cienka translamella. Szczecinki lamellarne wyrastają na ich spodniej stronie, a krótkie szczecinki interlamellarne na ich środkowej granicy. Tutuorium ma kształt dużego trójkąta. Długi, szczeciniasty, skierowany w tył sensillus ma jeden bok pokryty kolcami. Notogaster z krótkimi, trójkątnymi, pomarszczonymi pteromorfami i 9 parami krótkich szczecinek notogastralnych. Rejon anogenitalny wyposażony jest w 6 par szczecinek genitalnych, 1 parę aggenitalnych, 2 pary analnych i 3 pary adanalnych. Wszystkie odnóża są jednopalczaste.
Roztocz znany tylko z Kenii, z górskiego lasu deszczowego w Parku Narodowego Shimba Hills.